# Democracy in Europe Movement 2025

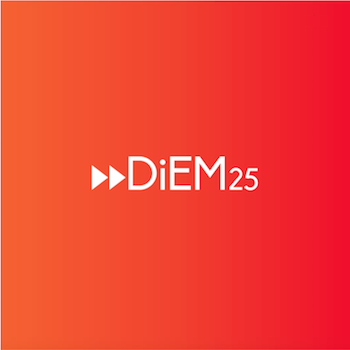

DiEM25 (Democracy in Europe Movement 2025) är en paneuropeisk rörelse lanserad 9 februari 2016 på initiativ av den grekiska ekonomen och tidigare finansministern Yanis Varoufakis tillsammans med den kroatiske filosofen Srećko Horvat.
Rörelsen arbetar mot målet att reformera Europeiska unionen, i syfte att överföra makt från EU:s institutioner och globala finansiella krafter till EU:s medborgare, bland annat genom att göra EU:s institutioner öppna för insyn. Med detta vill man skapa en: "Fullfjädrad demokrati med ett suveränt parlament som respekterar nationellt självbestämmande och att dela makten med nationella parlament, regionala församlingar och kommunala råd." Rörelsen arbetar genom att försöka ena EU:s progressiva krafter, med vilket man framförallt syftar på socialister, socialdemokrater, gröna och liberaler. Man menar att radikala förändringar inte är möjliga på nationell basis utan kräver gränsöverskridande samarbete.
Organisationen arbetar också för en så kallad "Green New Deal for Europe" som syftar till att rikta om de pengar som man anser sakna produktiva investeringsmöjligheter från att investeras i det man anser skapar aktie- och fastighetsbubblor till att investeras i grön omställning med målet att EU ska bli koldioxidfritt. Samtidigt vill man genom investeringarna motverka en global lågkonjunktur.
År 2025 är tänkt som det datum man senast ska ha uppnått målen man kämpar för

## Rörelsens mål

### Offentlig insyn
Målet med DiEM25 är att flytta makten över europeisk politik och framtid från finansmarknader och en politisk elit till unionens befolkning. Man menar att EU är en odemokratisk organisation som måste reformeras grundligt. Den främsta metod man förespråkar i syfte att göra EU mer demokratisk är att avskaffa alla insynsskydd. Man kräver att EU:s befolkning ska ha full tillgång till all information som berör EU:s institutioner. Yanis Varoufakis har ofta lyft sina egna förhandlingar med Eurogruppen som exempel på bristen på öppenhet. Under de förhandlingar som Varoufakis hade med Eurogruppen så fördes det, enligt honom själv, aldrig några protokoll, vilket enligt Varoufakis innebär att ingen någonsin kommer att få veta säkert vad som sades under lyckta dörrar. En förutsättning för att EU:s institutioner ska arbeta för sin egen befolkning och inte för storbanker eller andra globala intressen, är, enligt organisationen, att all information finns tillgänglig för alla EU:medborgare.

### Valsystem
DiEM25 vill att Europaparlamentet ska vara den enda lagstiftande församlingen. De vill att parlamentet väljs genom ett enhetligt valsystem, vilket ska följa principen 1 person 1 röst. De vill därmed avskaffa det system som existerar idag där antalet platser i parlamentet inte är i proportion till ländernas befolkningsstorlek, utan gynnar mindre medlemsstater. Istället för att EU:s medborgare röstar via sina respektive länders nationella listor så vill DiEM25 att alla medborgare ska rösta som enskilda EU:medborgare oberoende av vilket land de kommer ifrån, vilket innebär att en EU-medborgare av ett land kan rösta på en kandidat som kommer ifrån ett annat EU-land. Organisationen menar att medborgarna har mycket låg koll på vilken politik som bedrivs av deras respektive ledamöter i Europaparlamentet. Enligt organisationen beror det på ett tillkrånglat system som skapar en mycket lång väg från väljarna till den politik som bedrivs.

### Green New Deal
DiEM25 har varit en aktiv deltagare i att ta fram en plan för en europeisk "Green New Deal". Ursprunget till den gröna nya dealen kommer från Ann Pettifor och några andra brittiska tänkare som 2008 tog fram ett program för att stimulera ekonomin och samtidigt råda bot på problemen med utsläpp av växthusgaser. Idén blev känd för en bredare publik när den amerikanska representanthusledamoten Alexandria Ocasio-Cortez och den amerikanska senatorn Ed Markey 2019 la fram ett förslag om en grön ny deal i USA. Inspirationen till initiativet är den "New Deal" som skapades 1933 av Franklin D. Roosevelt, och utgår från keynesiansk ekonomi, med syfte att, genom sociala investeringar i ekonomin, få igång efterfrågan och därmed göra slut på den stora depressionen. Den gröna nya dealen syftar till att återskapa något som påminner om detta stimulanspaket, nu i form av gröna investeringar, då man anser att det är den sortens tillväxt som behövs.
Den gröna nya dealen för Europa ("the Green New Deal for Europe" eller endast "A New Deal for Europe"), som DiEM25 tillsammans med flera andra initiativtagare tagit fram, syftar till att den europeiska investeringsbanken ska ge ut obligationer på 500 miljarder euro (ca 3 % av EU:s gemensamma BNP) per år som privatpersoner eller företag får köpa som investeringar. Europeiska investeringsbanken fördelar pengarna i alla möjliga investeringar som syftar till att minska EU:s koldioxidutsläpp. Planen är att Europeiska Centralbanken går in som garant för att investeringarna inte ska leda till förluster. De obligationer som inte ger avkastning köper Centralbanken, enligt planen, upp, vilket är tänkt att göra så att obligationerna med säkerhet blir sålda, då det ska göra dem till riskfria investeringar.
Även om DiEM25 arbetar för en övergripande förändring av EU:s system så menar man att förslaget för en grön ny deal är skapat så att det ska vara möjligt att genomföra under nuvarande system, även utan konstitutionella förändringar.

## Rörelsens arbetsmetoder
DiEM25 vill i första hand inte agera som politiskt parti utan målsättningen är att ena representanter för progressiva partier i gemensamma mål. I de länder som organisationen inte hittat partier som vill samarbeta har man uppmuntrat till att starta egna partier under parollen "European Spring". I det grekiska parlamentsvalet i juli 2019 valdes exempelvis det grekiska "DiEM25-partiet" MeRA25 in i det grekiska parlamentet,Syftet med partierna är enligt organisationen mer att lägga grunden för större stöd för sina idéer bland andra partier än att själva kunna införa idéerna.